# 태국의 성매매

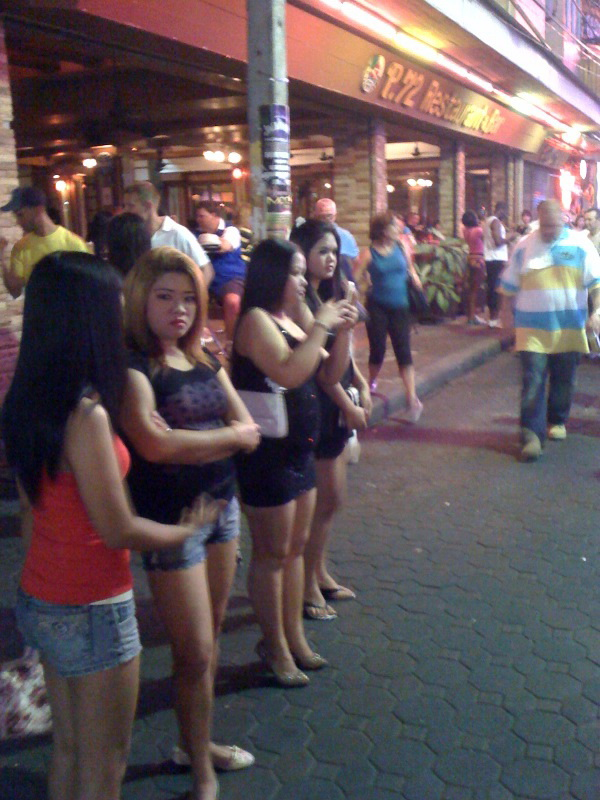
파타야의 매춘부

태국에서 성매매는 불법이나 실제로는 아무런 단속도 없이 이어지고 있다. 태국의 많은 지역에서 비밀리에 매춘이 행해지고 있다. 매춘부의 정확한 수를 파악할 수 없으며, 국내외에서 논란의 대상이 되고 있다. 베트남 전쟁 이후에 태국은 성 관광 목적지로 국제적인 지명도를 얻고 있다. 2016년 7월 태국 정부는 성 산업을 폐지하려고 하고 있다고 보도되었다. 꼬브깐 와따나브랑꿀 관광·체육부 장관은 "관광객은 태국에 섹스하려고 오지 않는다. 우리의 아름다운 문화를 보기 위해 온다."고 했으며, 덧붙여 "질 좋은 관광 산업인 나라인 태국이 되고 싶다. 성 산업을 원하지 않는다."고 하였다.

## 매춘부 인원

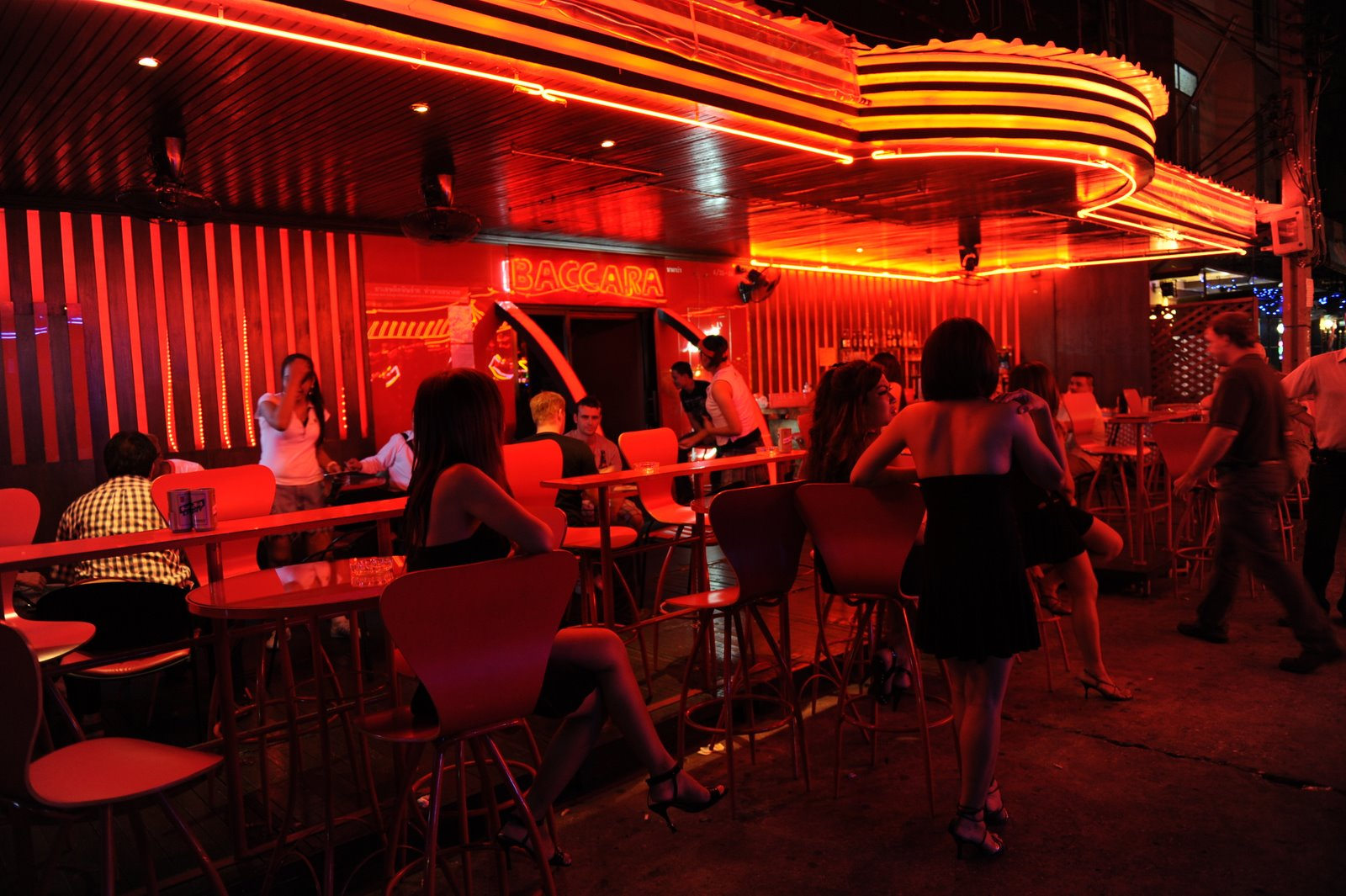
방콕의 고고바

태국의 매춘부 수는 조사 기관에 따라 크게 달라 논란의 대상이 되고 있다. 쭐랄롱꼰 대학교의 니테트 티나쿨 박사가 2004년 추정은 여성 200만 명, 남성 2만명, 18세 이하 80만명 등 총 280만명의 성 노동자가 있다고 하고 있다. 그러나 티나쿨 박사의 연구 방법에 대해 의문을 가지는 사람이 많다.
2001년 세계 보건 기구는 "15만명에서 20만명의 성 노동자가 있다고 하는 것이 타당하다."고 보고하였다. 2008년 미국 국무부는 연례 인권 보고서에서 "올해 행해진 정부 조사에서는 7만 6000명에서 7만 7000명의 성인 매춘부가 유흥 업소에 등록되어 있다. 하지만 그러나 NGO는 20만명에서 30만명의 매춘부가 있다고 추측하고 있다."고 하고 있다.
사무이 섬에만 1만명의 매춘부가 존재할 가능성이 있으며, 관광 산업으로 버는 금액의 최소 10%가 성 풍속 산업으로 추정된다. 1996년 방콕 경찰은 5,000명의 러시아인 매춘부가 일하고 있는 것으로 추정하고 있으며, 대부분은 러시아 마피아의 관리하에 태국에 입국했다고 하고 있다.

## 성매매 장소
태국에서 성매매는 매춘소, 호텔, 안마 시술소, 레스토랑, 사우나, 호스텔 바, 고고 바, 맥주 바 등 다양한 시설에서 행해진다. 방콕 아속 BTS역 사거리 부터 나나플라자까지 도달하는 전체 길 거리에는 해가지기 시작하면서부터 엄청나게 많은 프리랜서들이 모이는 매춘 장소가 된다.  
A bob nuat는 직역하면 Body to Body 마사지 이지만, 큰 맥락에서는 에로틱 마사지의 범주고 이 범주는 누루 마사지 및 soapy마사지를 포함하는 개념이다. 진행 방식은 남성은 욕실에서 벌거 벗은 여성에게 마사지와 성적 서비스를 받는 매춘을 하는 것이다. 
전통적인 태국 마사지 업소는 성적 서비스를 수반하지 않는 태국 전통 마사지를 제공하는 시설이지만 동남아 최대 유흥 국가인 만큼 전통적인 태국 마사지 업소에서 조차 추가 요금을 지불하면 핸드잡, 구강 성교 등의 서비스를 받을 수 있다. 하지만 요즘은 "happy ending(핸드잡)"만을 전문적으로 하는 업소들이 많이 생겨나고 있으며,  이전처럼 한정된 거리가 아닌 인터넷을 통하여 도심 곳곳으로 넓혀져 가고 있는 추세이다.

## 아동 매춘
태국 보건 제도 연구소는 18세 이하의 미성년자 매춘부는 매춘부 전체의 40%를 차지할 것으로 추정하고 있다. 가족의 빚을 갚기 위해 등 성매매를 강요당하는 미성년자 매춘부도 많다. 또한 스스로 나이를 속여서 일하는 매춘부들도 많으니, 관광객분들은 여자를 만날때 항상 조심하시길 바란다.

## 성매매에 대한 태국인의 견해
많은 태국인 여성은 매춘부가 존재하여 강간을 줄이는 효과가 있다고 생각하고 있다. 태국에서 성매매는 사회 구조의 일부로서 널리 받아들여지고 있다. 관광의 나라이기에 남자들 보다는 여자들의 일자리도 압도적으로 많고 소득 또한 압도적이다. 이런 구조 떄문인지 전직 매춘부 및 현업에 종사하는 매춘부와도 거리낌 없이 결혼하는 태국 남성도 많다. 태국의 평균 급여는 일당 8.59달러이지만, 성 노동자는 고객 1인당 최소 50달러를 벌 수있다.